# Danh sách pharaon của Manetho
Manetho là một nhà sử học đồng thời là giáo sĩ Ai Cập cổ đại, sinh trưởng ở miền Heliopollis vào khoảng thế kỷ 4 TCN. Dưới sự bảo trợ của vua Ptolemée I, ông đã viết một cuốn sách về lịch sử Ai Cập, có tựa đề Aegyptika. Nó được viết bằng tiếng Hy Lạp và kết thúc vào năm 271 TCN. Ông đã cố gắng mô tả lịch sử Ai Cập từ khi thành lập đến khi Alexander Đại đế đông chinh sang Ai Cập và chiếm lĩnh vùng đất này năm 332 TCN. Trong tác phẩm, ông cho rằng Ai Cập cổ có 31 vương triều kế tiếp nhau kể từ khi vua Menes thống nhất Ai Cập và sáng lập Vương triều thứ nhất. Manetho cũng chia Ai Cập cổ đại thành 3 thời kì: Cổ, Trung và Tân vương quốc Ai Cập. Sau khi hoàn thành, cuốn sách của ông đã bị thất lạc, tuy nhiên, tất cả những gì chúng ta biết được hiện nay đều là từ các bảng dịch thuật và tóm lược cuốn sách đó được thực hiện bởi nhà sử học thiên chúa giáo trong các thế kỷ sau đó. Một vài bản dịch khác nhau của các nhà sử học thiên chúa giáo còn tồn tại:
- Flavius Josephus (thế kỷ I)
- Sextus Julius Africanus (thế kỷ III)
- Eusebius của Cesarea (thế kỷ III - IV)
- George Syncellos (sử gia đế quốc Đông La Mã) ở thế kỷ VIII.
Một vài sai lầm trong các bản dịch thuật trên đã làm giảm giá trị lịch sử trong tác phẩm của Manetho. Tuy nhiên, theo lập luận của các nhà sử học hiện đại, Manetho chính là người đã lập một "quy ước" đặt tên cho các pharaoh Ai Cập. Danh sách vua của ông thường được tham chiếu bởi các nhà Ai Cập học, nhưng nhiều người trong số họ từ chối giai đoạn có các pharaoh "thần thoại" cổ Ai Cập - số khác có vẻ đã có lập luận bằng cách phóng đại các triều đại của một số các vị vua và giảm thiểu những triều đại khác.
Toàn bộ khái niệm "triều đại" đến từ Manetho, người đã phá vỡ sự hỗn độn của các vị vua và sắp xếp thành các nhóm hợp lý theo vị trí hoặc gia đình và một số tính năng nhận dạng khác.

## Danh sách vua Ai Cập theo Manetho

### Triều đại I
1. Menes (Menes, 62 năm), 30 năm theo Eusebius
2. Athothis (Hor Aha, 57 năm), 27 năm theo Eusebius
3. Kenkenes (Djer, 31 năm), 39 năm theo Eusebius
4. Uenephes (Djet, 23 năm), 42 năm theo Eusebius
5. Usaphais (Den, 20 năm), 20 năm theo Eusebius
6. Miebis (Anedjib, 26 năm).
7. Sememphses (Semenkhet,18 năm)
8. Bienches (Qa'a, ? năm)

### Triều đại II
1. Boethos (Hotepskhemwy, 38 năm)
2. Kaiechos (Nebra, 39 năm)
3. Binothris (Nynetjer, 47 năm)
4. Tlas (Weneg, 17 năm), có chỗ ghi 8 năm.
5. Sethenes (Senedj, 41 năm)
6. Chaires (Neterka, 17 năm)
7. Nefercheres (Neferkare, 25 năm)
8. Sesochris (48 năm)
9. Cheneres (Khasekhemwy, 30 năm)

### Triều đại III
1. Nepheroches (Sanakhte, 28 năm)
2. Tosorthios (Djoser, 29 năm)
3. Tyreis (Sekhemkhet, 7 năm)
4. Mesochris (Khaba, 17 năm)
5. Suphis (16 năm)
6. Tosertaris (hay Toserfasis, 19 năm)
7. Aches (Huni, 26 năm), có chỗ ghi 42 năm.
8. Sephouris (30 năm)
9. Kerpheres (26 năm)

### Triều đại IV
1. Soris (Sneferu, 29 năm)
2. Suphis I (Khufu, 23 năm)
3. Ratoises (Djedefre, 25 năm)
4. Suphis II (Khafre, 26 năm)
5. Bicheris (22 năm)
6. Mencheres (Menkaura, 23 năm)
7. Sebercheres (Shepseskaf, 7 năm)
8. Tamphthis (Djedefptah, 2 năm), 9 năm theo Flavius, 28 năm theo Eusebius.

### Triều đại V
1. Usercheres (Userkaf, 7 năm), 28 năm theo Flavius.
2. Sephres (Sahure, 13 năm)
3. Nepherchres (Neferirkare Kakai, 10 năm), 20 năm theo Flavius.
4. Sisires (Sepseekhare Isi, 7 năm)
5. Cheres (Neferefre, 20 năm)
6. Rathures (Nyuserre Ini, 44 năm)
7. Mencheres (Menkauhor Kaiu, 9 năm)
8. Tancheres (Djedkare Isesi, 44 năm)
9. Onnos (Unas, 33 năm), 30 năm theo Malek.

### Triều đại VI
1. Othoes (Teti, 30 năm), 12 năm theo Danh sách vua Turin.
2. Userkare
3. Phiops (Pepi I, 49 năm), 53 năm theo Flavius
4. Methusuphis (Merenre Nemtyemsaf I, 7 năm)
5. Phiops (Pepi II, 99 năm)
6. Menthesupis (Merenre Nemtyemsaf II, 1 năm)
7. Nitocris (12 năm)

### Triều đại XII
1. Ammemenes (Amenemhet I, 16 năm)
2. Sesonchosis (Senusret I, 46 năm)
3. Ammenemes (Amenemhet II, 38 năm)
4. Sesostris (Senusret II, 48 năm)
5. Lachares (Senusret III, 8 năm)
6. Ameres (Amenemhet III, 8 năm)
7. Ammenemes (Amenemhet IV, 8 năm)
8. Skemiophris (Sobekneferu, 4 năm)

### Triều đại XVIII
1. Amos (Ahmose I, 25 năm 4 tháng)
2. Amenophis (Amenhotep I, 20 năm 7 tháng)
3. Misaphres (Thutmosis I, 13 năm), 12 năm 9 tháng theo Flavius, 12 năm theo Eusebius.
4. Chebron (Thutmosis II, 13 năm)
5. Amensis (Hatshepsut, 22 năm), 21 năm 9 tháng theo Flavius.
6. Mephramuthosis (Thutmosis III, 26 năm), 25 năm 10 tháng theo Flavius.
7. Amenophis (Amenhotep II, 31 năm), 30 năm 10 tháng theo Flavius.
8. Tethmosis (Thutmosis IV, 9 năm), 9 năm 8 tháng theo Flavius.
9. Orus (Amenhotep III, 37 năm), 36 năm 5 tháng theo Flavius, 28 năm theo Eusebius.
10. Acherres (Smenkhkare, 12 năm), 12 năm 3 tháng theo Flavius, 6 năm theo Africanus, 39 năm theo Eusebius.
11. Rathos (Tuttankhamun, 6 năm), 9 năm theo Flavius, 15 năm Eusebius, 12 năm theo Africanus.
12. Amesis (Ay, 5 năm), 4 năm 1 tháng theo Flavius, 12 năm theo Africanus
13. Harmesses Miamun (Horemheb, ? năm), 66 năm 2 tháng theo Flavius, 68 năm theo Eusebius.

### Triều đại XIX
1. Ramesses I (1 năm)
2. Sethos (Seti I, 51 năm), 59 năm theo Flavius, 55 năm theo Eusebius.
3. Rampses (61 năm), 66 năm theo Flavius.